# Timothy Keller
Timothy Keller (ur. 23 września 1950 w Allentown w Pensylwanii, Stany Zjednoczone, zm. 19 maja 2023) – amerykański apologeta chrześcijański, autor, mówca, założyciel i pastor Redeemer Presbyterian Church w Nowym Jorku. 

## Życiorys
Timothy Keller urodził się i wychował w Pensylwanii. Swoje wykształcenie zdobył w Bucknell University, Gordon–Conwell Theological Seminary, oraz na Westminster Theological Seminary. Był ordynowany przez Kościół Prezbiteriański w Ameryce (PCA) i przez dziewięć lat służył jako pastor prezbiteriańskiej wspólnocie w Hopewell – niewielkim robotniczym mieście w stanie Wirginia. 

## Działalność
W 1989 założył na Manhattanie wraz ze swoją żoną Kathy i trzema synami własny kościół, Redeemer Presbyterian Church. Obecnie kościół ten gromadzi blisko 6000 osób na pięciu niedzielnych nabożeństwach. Keller prowadzi wiele wspólnot w Nowym Jorku, zakłada nowe kościoły w dużych ośrodkach miejskich na całym świecie. Współpracuje z wieloma organizacjami chrześcijańskimi, między innymi z The Gospel Coalition (jest jednym z jej założycieli) oraz BioLogos Foundation (był gospodarzem jej pierwszej konferencji w 2009 roku).

## Publikacje
Jest autorem kilku książek, w tym: „The Reason for God: Beleief in an Age of Skepticism” (w języku polskim „Bóg: Czy są powody, by wierzyć? Wiara w epoce sceptycyzmu”) które zdobywały nagrody od World Magazine i Christianity Today. Była nr 7 na liście bestsellerów The New York Times w kategorii non-fiction w marcu 2008, a we wrześniu tego samego roku na 25 pozycji.
- Timothy Keller: Bóg. Czy są powody, by wierzyć?. Friendly Books, 2010. ISBN 978-83-931593-0-7. Brak numerów stron w książce